# Marsdenieae
Le Marsdeniee (Marsdenieae Benth., 1868) sono una tribù di piante della famiglia Apocynaceae, sottofamiglia Asclepiadoideae.

## Tassonomia
La tribù comprende i seguenti generi:
- Anatropanthus Schltr., 1908
- Anisopus N.E. Br., 1895
- Asterostemma Decne., 1838
- Campestigma Pierre ex Costantin, 1912
- Cathetostemma Blume, 1849
- Cionura Griseb., 1844
- Cosmostigma Wight, 1834
- Dischidia R.Br., 1810
- Dolichopetalum Tsiang, 1973
- Gongronema (Endl.) Decne., 1844
- Gunnessia P.I. Forst., 1990
- Gymnema R.Br., 1810
- Heynella Backer, 1950
- Hoya R. Br., 1810
- Jasminanthes Blume, 1850
- Lygisma Hook. f., 1883
- Marsdenia R.Br., 1810
- Oreosparte Schltr., 1916
- Pycnorhachis Benth., 1876
- Rhyssolobium E. Mey., 1838
- Sarcolobus R.Br., 1810
- Stephanotis Thouars, 1806
- Stigmatorhynchus Schltr., 1913
- Telosma Coville, 1905
- Treutlera Hook. f., 1883
- Wattakaka Hassk., 1857